# Regola di Ingelfinger
Per regola di Ingelfinger (o Ingelfinger rule) si intende il diniego, in uso in parte di una rivista scientifica di pubblicare un articolo il cui contenuto sia stato precedentemente reso pubblico in contesti diversi (sono esclusi gli abstract e le presentazioni a congressi scientifici).

## Storia
Molte riviste scientifiche hanno seguito questo principio dal momento in cui fu annunciato, per la prima volta, da Franz J. Ingelfinger nel 1969. In difesa di questa politica, la rivista The New England Journal of Medicine affermò in un editoriale che tale pratica avrebbe scoraggiato i ricercatori dal distribuire le loro opere prima che esse fossero sottoposte a peer review. Da allora, la regola è stata successivamente adottata da diverse altre riviste scientifiche, e da altre forme di pubblicazioni accademiche..
Storicamente la regola ha inteso garantire che i contenuti della rivista fossero originali e non duplicassero contenuti precedentemente riportati altrove; cerca inoltre di proteggere il sistema di embargo scientifico che consentirebbe una presentazione più accurata delle affermazioni dei risultati di uno studio.
La regola di Ingelfinger è stata interpretata come un modo per impedire agli autori di fare doppie pubblicazioni grazie alle quali avrebbero indebitamente gonfiato il loro numero di pubblicazioni. D'altra parte è anche stato affermato che la vera ragione per la regola Ingelfinger è stato proteggere l'accesso alle riviste; perciò con l'aumento della popolarità dei preprint servers come arXiv, figshare, bioRχiv, e PeerJPrePrints, molte riviste hanno allentato i requisiti relativi alla regola Ingelfinger.